# AB Science
AB Science est une entreprise française du secteur des biotechnologies et de la pharmacie fondée en 2001, spécialisée dans la recherche, le développement et la commercialisation de médicaments utilisés dans le traitement des tumeurs cancéreuses, des maladies inflammatoires et des maladies neurodégénératives.

## Historique
L'entreprise a été fondée en 2001. Son introduction en bourse a lieu le 21 avril 2010.
Son directeur scientifique, Olivier Hermine, est élu à l'Académie des Sciences en décembre 2017. 

## Activité

### Médicaments anticancéreux et neurologiques
L'entreprise travaille sur le développement du masitinib. Il s'agit d'un médicament de "seconde ligne de traitement" dans le cadre du traitement du cancer stromal gastro-intestinal (GIST) et du cancer du pancréas notamment. Les résultats d’une étude publiée en octobre 2012 montrent en effet que la molécule aurait des effets bénéfiques dans le traitement du cancer du pancréas. Son utilisation concomitante à une chimiothérapie rallonge la médiane de survie chez les patients traités.
- Mastocytose et SLA : En septembre 2016, sa molécule Masitinib a terminé les essais cliniques de phase III sur deux maladies orphelines: mastocytose systémique sévère en avril[5], et la sclérose latérale amyotrophique en septembre. L'Agence Européenne du Médicament rejette une demande pour la mastocytose en septembre 2017, et accepte en mars 2020 le lancement d'une phase III d'études cliniques pour la SLA.

Le 22 février 2022, Santé Canada accepte le dépôt d'une demande d'approbation de l'usage de Masitinib au Canada.
- Maladie d'Alzheimer : AB Science a terminé en décembre 2020 en phase IIB/III dans le cadre de la maladie d'Alzheimer. Cette étude conclut à l'efficacité du masitinib sur l'évolution de la maladie. C'est la seule étude mondiale qui démontre une amélioration des fonctions cognitives des patients.

Des essais du médicament sur les souris ont démontré un mode d'action plausible contre Alzheimer.
- Autres cancers, dont cancer de la prostate : AB Science est en fin de phase III sur de nombreux autres cancers, tels que les cancers du poumon, colorectal, de la prostate, des ovaires[8]. L'étude de phase III sur le cancer de la prostate, terminée en novembre 2020 sur 383 patients, en combinaison avec la Gemcitabine, a montré une réduction des morts de 54% sur 4 ans[9],[10].
- Sclérose en plaques : Le masitinib fait l'objet d'une étude de phase IIB/III dans le cadre de la forme progressive de la sclérose en plaques. L'analyse intérimaire ayant été concluante, le Comité Indépendant a fait prolonger l'étude sur l'ensemble de la cohorte[11] qui se termine en septembre 2020 sur des résultats positifs. Le 29 décembre 2022, la FDA autorise une étudee de phase III aux Etats-Unis[12]

## Actionnaires
Liste des principaux actionnaires au 11 décembre 2021 :
| Nom                               | %      |
| --------------------------------- | ------ |
| Alain Moussy                      | 41,3 % |
| Olivier Hermine                   | 4,25 % |
| Norges Bank Investment Management | 1,22 % |
| Financière de l'Intendance        | 0,96 % |
| Deka Investment                   | 0,75 % |
| BlackRock Fund Advisors           | 0,62 % |
| Laurent Guy                       | 0,43 % |
| Financière Idat                   | 0,42 % |
| Applied Biology                   | 0,20 % |
| Charles-Henri Verspieren          | 0,15 % |